# Taça Brasil de Beisebol
A Taça Brasil de Beisebol Adulto é uma competição de beisebol realizada anualmente entre as equipes brasileiras do esporte.
Atualmente é disputada por 5 equipes: a campeã do torneio anterior e as 4 melhores classificadas no Campeonato Brasileiro de Beisebol do mesmo ano.

## Histórico
| Ano    | Edição | Campeão                    | Vice             | Terceiro               |
| 1993   | I      | Mogi das Cruzes            | Londrina         | Nippon Blue Jays       |
| 1994   | II     | Mogi das Cruzes            | Pres. Prudente   | Nippon Blue Jays       |
| 1995   | III    | Nippon Blue Jays           | Mogi das Cruzes  | Londrina               |
| 1996   | IV     | Gecebs                     | Maringá          | Gigantes               |
| 1997   | V      | Nippon Blue Jays           | Mogi das Cruzes  | Gecebs                 |
| 1998   | VI     | Mogi das Cruzes            | Nippon Blue Jays | Maringá                |
| 1999*  | –      | –                          | –                | –                      |
| 2000   | VII    | Mogi das Cruzes            | Nippon Blue Jays | Maringá                |
| 2001   | VIII   | Nippon Blue Jays           | Londrina         | Maringá                |
| 2002   | IX     | Mogi das Cruzes            | Nippon Blue Jays | Guarulhos              |
| 2003   | X      | Nippon Blue Jays           | Guarulhos        | Mogi das Cruzes        |
| 2004   | XI     | Nippon Blue Jays           | São Paulo        | Guarulhos              |
| 2005   | XII    | São Paulo                  | Guarulhos        | Dragons                |
| 2006   | XIII   | Guarulhos                  | Atibaia          | São Paulo              |
| 2007   | XIV    | Guarulhos                  | Nippon Blue Jays | Atibaia                |
| 2008   | XV     | Guarulhos                  | Nippon Blue Jays | Atibaia                |
| 2009** | XVI    | Nippon Blue Jays Guarulhos |                  | Atibaia Pres. Prudente |
| 2010   | XVII   | Nippon Blue Jays           | Atibaia          | Guarulhos              |
| 2011   | XVIII  | Atibaia                    | Gecebs           | Guarulhos              |
| 2012   | XIX    | Atibaia                    | Gecebs           | Nippon Blue Jays       |
| 2013   | XX     | Nippon Blue Jays           | Gecebs           | Marília                |
| 2014   | XXI    | Nippon Blue Jays           | Gecebs           | Atibaia                |
| 2015   | XXII   | Atibaia                    | Marília          | Anhanguera             |
| 2016   | XXIII  | Marília                    | Gecebs           | Atibaia                |
| 2017   | XXIV   | Marília                    | Medicina USP     | Gecebs                 |
| 2018   | XXV    | Nippon Blue Jays           | Anhanguera       | Medicina USP           |
| 2019   | XXVI   | Atibaia                    | Gecebs           | Marília                |
| 2020*  | –      | –                          | –                | –                      |
| 2021*  | –      | –                          | –                | –                      |
| 2022   | XXVII  | Marília                    | Anhanguera       | Atibaia                |

* Não houve disputa
** Finais não foram disputadas